# Petr Tatíček
Petr Tatíček (* 22. září 1983 Rakovník) je bývalý český hokejový útočník a mládežnický reprezentant, který většinu kariéry odehrál ve švýcarské a německé nejvyšší lize. Ve vstupním draftu NHL v roce 2002 byl vybrán v prvním kole jako celkově 9. týmem Florida Panthers, v NHL se ale neprosadil a odehrál pouze 3 utkání v sezóně 2005/06.

## Hráčská kariéra
Je synem bývalého hokejisty Poldi Kladno Petra Tatíčka, který později Kladno trénoval. Tatíček mladší hrál za mládežnické celky Kladna a nastoupil i k 7 zápasům v extralize. První utkání v extralize odehrál 23. ledna 2000 proti Havířovu. Žádný gól v extralize nevstřelil. Sezónu 2001–2002 strávil v celku Sault Ste. Marie Greyhounds hrající juniorskou soutěž OHL. V červnovém draftu NHL si ho vybrala Florida. Ale následující sezónu strávil opět v dresu Greyhounds a zúčastnil se mistrovství světa do 20 let v Kanadě. Sezónu 2003–2004 strávil ve farmářském celku Floridy San Antonio Rampage v AHL. Rovněž tu následující při výluce NHL. V té odehrál i několik zápasů za Laredo Bucks v nižší Central Hockey League. Sezónu 2005–2006 začal ve farmářském Houston Aeros v AHL. A 21. ledna 2006 se dočkal a odehrál svůj první zápas v NHL. Florida Panthers v něm prohrála v Anaheimu 0:1. Tatíček nastoupil ke dvěma dalším zápasům za Panthers, než byl v březnu 2006 vyměněn do Pittsburghu Penguins a sezónu dohrál na jejich farmě Wilkes-Barre/Scranton Penguins. Podle vlastních slov jeho angažmá v Severní Americe nevyšlo kvůli nedostatku nasazení do hry a trénování.
Po jednom utkání za Hershey Bears v AHL se vrátil do Kladna, odkud se přesunul do švýcarského HC Davos, za který nastupoval – s výjimkou krátkého působení v HC Lev Praha na začátku sezóny 2013–2014 – 8 ročníků a získal 3 mistrovské tituly. Od sezóny 2014–2015 do roku 2020 hrál v německém ERC Ingolstadt, přičemž v posledních dvou sezónách kariéry se pomalu dostával mimo základní sestavu.

## Ocenění a úspěchy
- 2011 NLA – Nejlepší střelec v playoff

## Prvenství

### ČHL
- Debut – 23. ledna 2000 (HC Velvana Kladno proti HC Femax Havířov)
- První asistence – 29. října 2006 (HC Rabat Kladno proti HC Energie Karlovy Vary)

### NHL
- Debut – 21. ledna 2006 (Anaheim Ducks proti Florida Panthers)

### KHL
- Debut – 13. září 2013 (HK Dinamo Minsk proti HC Lev Praha)
- První asistence – 28. října 2013 (Severstal Čerepovec proti HC Lev Praha)
- První gól – 17. ledna 2014 (HC Lev Praha proti Amur Chabarovsk, finskému brankáři Mika Järvinen)

## Klubová statistika
| Sezóna       | Klub                           | Soutěž       |     | Základní část | Základní část | Základní část | Základní část | Základní část |    | Play off | Play off | Play off | Play off | Play off |
| Sezóna       | Klub                           | Soutěž       | Z   | G             | A             | B             | TM            | Z             | G  | A        | B        | TM       |          |          |
| 1998–99      | HC Velvana Kladno              | ČHL-18       | 42  | 24            | 17            | 41            |               | —             | —  | —        | —        | —        |          |          |
| 1999–00      | HC Velvana Kladno              | ČHL-20       | 44  | 8             | 16            | 24            | 22            | —             | —  | —        | —        | —        |          |          |
| 1999–00      | HC Velvana Kladno              | ČHL          | 4   | 0             | 0             | 0             | 4             | —             | —  | —        | —        | —        |          |          |
| 1999–00      | HC Velvana Kladno              | ČHL-18       | —   | —             | —             | —             | —             | 4             | 3  | 0        | 3        | 4        |          |          |
| 2000–01      | HC Vagnerplast Kladno          | ČHL-20       | 30  | 7             | 12            | 19            | 54            | —             | —  | —        | —        | —        |          |          |
| 2000–01      | HC Vagnerplast Kladno          | ČHL          | 3   | 0             | 0             | 0             | 0             | —             | —  | —        | —        | —        |          |          |
| 2001–02      | Sault Ste. Marie Greyhounds    | OHL          | 60  | 21            | 42            | 63            | 32            | 6             | 3  | 3        | 6        | 4        |          |          |
| 2002–03      | Sault Ste. Marie Greyhounds    | OHL          | 54  | 12            | 45            | 57            | 44            | 4             | 1  | 0        | 1        | 0        |          |          |
| 2003–04      | San Antonio Rampage            | AHL          | 63  | 4             | 15            | 19            | 6             | —             | —  | —        | —        | —        |          |          |
| 2004–05      | San Antonio Rampage            | AHL          | 67  | 7             | 15            | 22            | 21            | —             | —  | —        | —        | —        |          |          |
| 2004–05      | Laredo Bucks                   | CHL          | 4   | 2             | 5             | 7             | 0             | —             | —  | —        | —        | —        |          |          |
| 2005–06      | Houston Aeros                  | AHL          | 44  | 9             | 21            | 30            | 10            | —             | —  | —        | —        | —        |          |          |
| 2005–06      | Florida Panthers               | NHL          | 3   | 0             | 0             | 0             | 0             | —             | —  | —        | —        | —        |          |          |
| 2005–06      | Wilkes-Barre/Scranton Penguins | AHL          | 17  | 4             | 4             | 8             | 7             | 1             | 0  | 0        | 0        | 2        |          |          |
| 2006–07      | Hershey Bears                  | AHL          | 1   | 1             | 0             | 1             | 2             | —             | —  | —        | —        | —        |          |          |
| 2006–07      | HC Rabat Kladno                | ČHL          | 10  | 0             | 2             | 2             | 6             | —             | —  | —        | —        | —        |          |          |
| 2006–07      | HC Davos                       | NLA          | 15  | 4             | 1             | 5             | 8             | 17            | 3  | 4        | 7        | 10       |          |          |
| 2007–08      | HC Davos                       | NLA          | 29  | 6             | 2             | 8             | 47            | 12            | 1  | 6        | 7        | 2        |          |          |
| 2008–09      | HC Davos                       | NLA          | 50  | 6             | 15            | 21            | 20            | 21            | 4  | 5        | 9        | 12       |          |          |
| 2009–10      | HC Davos                       | NLA          | 48  | 16            | 19            | 35            | 22            | 6             | 3  | 3        | 6        | 4        |          |          |
| 2010–11      | HC Davos                       | NLA          | 38  | 14            | 17            | 31            | 60            | 14            | 4  | 8        | 12       | 4        |          |          |
| 2011–12      | HC Davos                       | NLA          | 49  | 26            | 15            | 41            | 10            | 4             | 0  | 1        | 1        | 0        |          |          |
| 2012–13      | HC Davos                       | NLA          | 21  | 5             | 5             | 10            | 20            | 5             | 0  | 2        | 2        | 2        |          |          |
| 2013–14      | HC Lev Praha                   | KHL          | 8   | 1             | 1             | 2             | 8             | —             | —  | —        | —        | —        |          |          |
| 2013–14      | HC Davos                       | NLA          | 4   | 0             | 1             | 1             | 2             | 2             | 0  | 0        | 0        | 25       |          |          |
| 2014–15      | ERC Ingolstadt                 | DEL          | 43  | 12            | 28            | 40            | 36            | 18            | 4  | 12       | 16       | 39       |          |          |
| 2015–16      | ERC Ingolstadt                 | DEL          | 44  | 13            | 21            | 34            | 24            | 2             | 2  | 1        | 3        | 0        |          |          |
| 2016–17      | ERC Ingolstadt                 | DEL          | 52  | 13            | 25            | 38            | 42            | 2             | 0  | 1        | 1        | 0        |          |          |
| 2017–18      | ERC Ingolstadt                 | DEL          | 44  | 3             | 11            | 14            | 18            | 5             | 0  | 1        | 1        | 0        |          |          |
| 2018–19      | ERC Ingolstadt                 | DEL          | 28  | 2             | 4             | 6             | 6             | —             | —  | —        | —        | —        |          |          |
| 2019–20      | ERC Ingolstadt                 | DEL          | 18  | 0             | 0             | 0             | 2             | —             | —  | —        | —        | —        |          |          |
| Celkem v NHL | Celkem v NHL                   | Celkem v NHL | 3   | 0             | 0             | 0             | 0             | —             | —  | —        | —        | —        |          |          |
| Celkem v NLA | Celkem v NLA                   | Celkem v NLA | 254 | 77            | 75            | 152           | 189           | 81            | 18 | 29       | 47       | 59       |          |          |
| Celkem v DEL | Celkem v DEL                   | Celkem v DEL | 229 | 43            | 89            | 132           | 128           | 30            | 6  | 16       | 22       | 39       |          |          |

## Reprezentace
| Rok                       | Tým                       | Soutěž                    | Z  | G | A | B | TM |
| ------------------------- | ------------------------- | ------------------------- | -- | - | - | - | -- |
| 2000                      | Česko 17                  | WHC–17                    | 5  | 2 | 2 | 4 | 0  |
| 2003                      | Česko 20                  | MSJ                       | 6  | 0 | 1 | 1 | 4  |
| Juniorská kariéra celkově | Juniorská kariéra celkově | Juniorská kariéra celkově | 11 | 2 | 3 | 5 | 4  |